# Floriano Pesaro
Antonio Floriano Pereira Pesaro (São Paulo, 14 de abril de 1968) é um político brasileiro, já tendo ocupado o cargo de vereador da cidade de São Paulo e, em 2014, eleito deputado federal por São Paulo, cargo que exerceu até janeiro de 2019, integrando a bancada do Partido da Social Democracia Brasileira. Na sua última atuação executiva, Floriano exerceu o cargo de Secretário de Estado de Desenvolvimento Social de São Paulo. 
Floriano exerceu outras funções executivas, ainda no Governo Fernando Henrique Cardoso, como Diretor do FIES no Ministério da Educação, sob liderança do então Ministro Paulo Renato, onde idealizou o FIES e o Bolsa-escola.
No primeiro Governo Geraldo Alckmin no Estado de São Paulo, Floriano foi sub-secretário da Casa Civil do Palácio dos Bandeirantes, onde coordenou a implantação da BEC, a Bolsa Eletrônica de Compras.
Já na capital paulista, Floriano exerceu o cargo de Secretário de Assistência e Desenvolvimento Social durante as gestões José Serra e Gilberto Kassab, onde implantou o “Programa Ação Família”, e “Não dê Esmola, dê Futuro”, além de implementar o primeiro Centro de Referência da Diversidade Sexual da cidade.
Votou a favor do Processo de impeachment de Dilma Rousseff.
Na eleição presidencial de 2022, declarou apoio a chapa composta por Luiz Inácio Lula da Silva (PT) e Geraldo Alckmin (PSB), em manifesto assinado por judeus.

## Desempenho em eleições
| Ano  | Eleição                | Coligação                       | Partido | Candidato a      | Votos   | Resultado |
| 2008 | Municipal de São Paulo | Coligação PSDB/PTB/PSL/PSDC/PHS | PSDB    | Vereador         | 31.733  | Eleito    |
| 2012 | Municipal de São Paulo | Coligação PSDB/PSD/PR/DEM       | PSDB    | Vereador         | 37.780  | Eleito    |
| 2014 | Gerais no Brasil       | Coligação PSDB-DEM-PPS          | PSDB    | Deputado federal | 113.949 | Eleito    |